# Great Ruaha

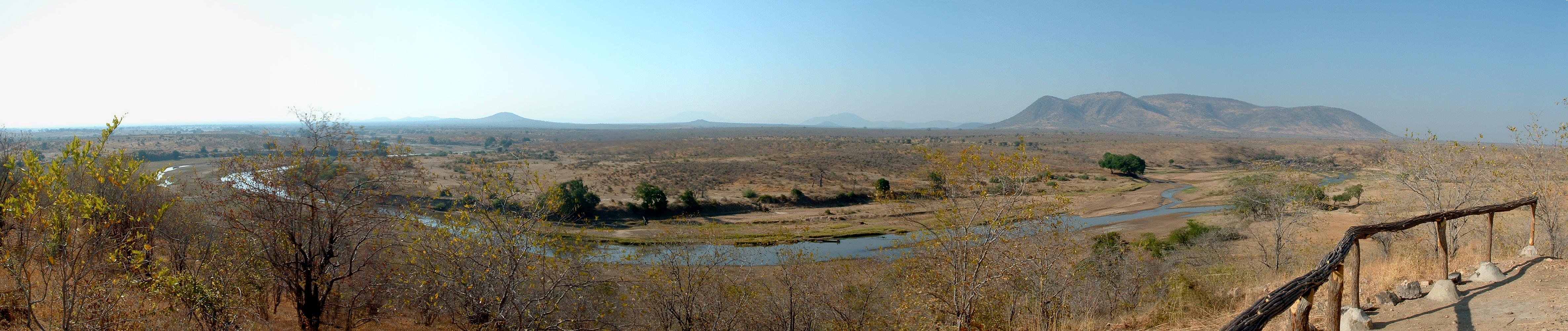
Panorama del Ruaha National Park, vista sul fiume Great Ruaha (27 luglio 2003).

Il Great Ruaha è un fiume africano situato nelle regioni centro-meridionali della Tanzania e scorre attraverso le zone umide dell'Usangu e il Parco nazionale di Ruaha a est del fiume Rufiji.
Il Great Ruaha possiede una lunghezza di 475 km, e il suo bacino idrografico si estende su una superficie di circa 68.000 km². La sua portata media si attesta intorno ai 140 m³/s. Il Great Ruaha contribuisce con il 22 per cento del totale della portata del fiume Rufiji. Trentotto specie di pesci sono state individuate all'interno del fiume.
Le sorgenti sono nei monti Kipengere. Da lì il fiume scende verso le pianure Usangu, una regione importante per l'agricoltura irrigua e per l'allevamento di bestiame. Infine il fiume raggiunge la diga di Mtera Dam e successivamente la diga di Kidatu che rappresentano una porzione significativa della produzione idroelettrica della Tanzania. Il fiume continua verso sud fino a divenire affluente del Rufiji.
I principali affluenti del fiumi sono il Lukosi, Yovi, Kitete, Sanje, Little Ruaha, Kisigo, Mbarali, Kimani e Chimala.